# 84 (число)
84 (восемьдесят четыре) — натуральное, чётное и составное число.

Гептеракт — является семимерной фигурой, состоящей из 84 пентерактов

## В Математике
- Все делители числа — 1; 2; 3; 4; 6; 7; 12; 14; 21; 28; 42; 84.
- Сумма цифр — 12
- Произведение цифр — 32
- Сумма делителей — 224
- Синус числа — 0.7331903200732922
- Косинус числа — −0.6800234955873388
- Тангенс числа — −1.0781838051640156
- Натуральный логарифм — 4.430816798843313
- Десятичный логарифм — 1.9242792860618816
- Квадратный корень — 9.16515138991168
- Кубический корень — 4.379519139887889
- Квадрат числа — 7056
- Сумма первых семи треугольных чисел (что делает его четырехгранным числом).[1]
- Гептеракт — является семимерной фигурой, состоящей из 84 пентерактов
- Сумма двойного простого числа (41 + 43).
- Сумма первых четырёх нечетных квадратов равна 84 {\displaystyle \displaystyle {{{{{1}^{2}}+{{3}^{2}}}+{{5}^{2}}}+{{7}^{2}}}=84}
- Площадь треугольника с тремя сторонами 13, 14, 15.
- автоморфизм кривых
  - В 1893 году Гурвиц показал, что алгебраические кривые над комплексными числами рода {\displaystyle n\geq 2} не могут иметь больше, чем {\displaystyle 84\left(n-1\right)} автоморфизмов.
  - То, что этот предел достигается для {\displaystyle n=3} для кривой {\displaystyle x^{3}y+y^{3}z+z^{3}x=0} известно из работы Клейна 1879 года. Доказано, что {\displaystyle n=3} единственная степень, для которой предел достигается при {\displaystyle n=2,3,...,6}, однако в 1965 году был найден пример кривой, при котором предел достигается для {\displaystyle n=7}.
  - В 1970 году опубликована работа Рокетта, расширяющая класс полей для которых верна оценка Гурвица за пределы комплексных чисел.
- Обратное число — 0.011904761904761904
- Факторизация — 2 × 2 × 3 × 7

## Прочее
- Двоичный вид — 1010100
- Троичный вид — 10010
- Восьмеричный вид — 124
- Шестнадцатеричный вид (HEX) — 54
- Перевод из секунд — 1 минута 24 секунды
- Дата по UNIX-времени — Thu, 01 Jan 1970 00:01:24 GMT
- MD5 — 68d30a9594728bc39aa24be94b319d21
- SHA1 — be461a0cd1fda052a69c3fd94f8cf5f6f86afa34
- Римская запись — LXXXIV
- Индо-арабское написание — ٨٤
- Азбука морзе — ---.. ….-

## В других областях
- 84 — атомный номер Полония(Po).

Телефонный код для Вьетнама — +84

- Продолжительность года на Уране в земных годах.
- ISBN Идентификатор группы для книг, изданных в Испании.
- Код международного прямого набора телефонных звонков во Вьетнам.